# Тредголд, Роберт Кларксон
Сэр Роберт Кларксон Тредголд (англ. Sir Robert Clarkson Tredgold; 2 июня 1899, Булавайо, Южная Родезия, Британская империя — 8 апреля 1977) — британский государственный и колониальный деятель, и. о. генерал-губернатора Федерации Родезии и Ньясаленда (1957).

## Биография
Родился в семье генерального прокурора Родезии Кларксона Генри Тредголда и Эмили Рут Моффат, был внуком известного миссионера Джона Моффата. Окончил школу для мальчиков Рондебош в Кейптауне, Южная Африка.
Во время Второй мировой войны являлся министром обороны, затем — председателем Верховного суда Родезии.
- 1953—1954 гг. — и. о. генерал-губернатора Родезии,
- 1957 г. — и. о. генерал-губернатора Федерации Родезии и Ньясаленда. Ушел в отставку в знак протеста против репрессивных действий премьер-министра Южной Родезии Эдгара Уайтхеда[англ.] в отношении чернокожего большинства.

В 1957 г. был назначен тайным советником. В 1968 г. издал книгу «Моя жизнь — Родезия».